# Alphonse de Chateaubriant
Alphonse Van Bredenbeck de Châteaubriant (Rennes, 25 marzo 1877 – Kitzbühel, 2 maggio 1951) è stato uno scrittore francese.

## Regionalismo
Nato in una famiglia aristocratica di pittori, studia a Nantes dopodiché entra nella scuola militare di St. Cyr (École spéciale militaire de Saint-Cyr), ma non si dedica alla carriera militare. Vive soprattutto tra Piriac-sur-Mer, dove si trovano le sue terre, e la città di Nantes.
Il territorio della sua regione costituisce, dunque, la materia dei suoi libri: Monsieur des Lourdines, Prix Goncourt, 1911; La Brière, per cui riceve nel 1923 il Grand Prix du Roman de l'Académie Française e che ebbe una delle più forti tirature nel periodo tra le due guerre mondiali con 609 000 libri venduti; La Meute, 1927.
Quando scoppiò la prima guerra mondiale, Châteaubriant, arruolato nel corpo medico, scrive a sua moglie e al suo amico Romain Rolland delle lettere che descrivono il suo sconvolgimento. Alla cessazione delle ostilità, lo scrittore è convinto della necessità di una riconciliazione franco-tedesca per evitare un'altra guerra. È anche attivo nell'Union régionaliste bretonne e nelle associazioni autonomiste bretoni. Germanofilo e protofascista, Alphonse de Châteaubriant aderisce lentamente e inconsapevolmente alla dottrina nazionalsocialista di Hitler, cui unisce un misticismo religioso mostrato in La Réponse du Seigneur. Nel maggio del 1937, pubblica La Gerbe des forces, in cui non esita a pronunciarsi a favore dell'ideologia hitleriana vedendo una specie di compatibilità tra il Cristianesimo e il Nazismo. A Berchtesgaden, il 13 agosto del 1938, incontra Adolf Hitler in cui giunge a vedere un nuovo Messia.

## Collaborazionismo
Credendo a un'alleanza possibile tra Bretagna e Germania nazista, Châteaubriant fu un attivo collaborazionista.
Durante l'occupazione tedesca presiede il gruppo «Collaboration» e dirige la rivista La Gerbe, che intendeva essere un « settimanale politico e letterario»; ne era caporedattore Marc Augier, che nel dopoguerra sarà conosciuto sotto lo pseudonimo di Saint-Loup. Il primo numero fu pubblicato l'11 luglio 1940, con le firme di Jean Giono, Paul Morand, Jean Cocteau, Marcel Aymé, Sacha Guitry. La rivista difende l'idea di un'Europa arianizzata, sbarazzatasi dal bolscevismo, conformemente al sogno di Jacques Doriot e Marcel Déat. Nel 1944, quando le truppe alleate avanzavano verso Parigi, Châteaubriant si rifugiò in Germania. Lì si trovava quando comparve l'ultimo numero de La Gerbe il 17 agosto. Intanto, il Comité National des Ecrivains includeva il suo nome nella lista degli autori indesiderabili.

## Il dopoguerra
Dopo la disfatta della Germania, Alphonse de Châteaubriant fuggì in Austria, a Kitzbühel, dove risiedette sotto il falso nome di Dr. Alfred Wolf. Il 25 ottobre 1945, in Francia, fu condannato a morte in contumacia e bollato d'indignité nationale dalla Sesta Sezione della Corte di Giustizia della Senna (Cour de Justice de la Seine). Il mandato di cattura con l'ordine di condurlo al Forte di Charenton non lo raggiunse mai nel monastero del Tirolo dove s'era rifugiato e dove morì nel 1951. Le sue opere, analogamente a quelle di Henri Béraud, sembrano oggi essere cadute nell'oblio a causa della cattiva reputazione del loro autore.

## Opere
- 1908: Le Baron de Puydreau (nouvelle)
- 1909: Monsieur de Buysse (nouvelle)
- 1911: Monsieur des Lourdines (roman - Prix Goncourt)
- 1923: La Brière (roman - Grand prix du roman de l'Académie française)
- 1927: La Meute
- 1937: La Gerbe des forces

Paul Lévy scrisse di lui: «Un uomo come A. de Châteaubriant, che voleva passare per un grande conoscitore della Germania, è riuscito a fare della sua Gerbe un autentico florilegio di errori di traduzione e di refusi di ogni tipo (ad esempio ne La Gerbe des forces, pp. 57, 80, 99, 211 e ss., 227 e ss.) » in La langue allemande en France, tomo II, pp. 229–230.